# SharpTone Records
SharpTone Records est un label indépendant américain, basé à Los Angeles, en Californie. Il est fondé le 11 septembre 2013 par Markus Staiger, PDG de Nuclear Blast, et Shawn Keith, ancien vice-président de Sumerian Records. La liste des membres du label comprend un amalgame de groupes de metalcore et de rock dont Don Broco, Loathe, Miss May I, We Came as Romans, Of Mice and Men, Holding Absence, Story of the Year, August Burns Red, Polaris, Currents (en), Crystal Lake, Emmure et Alt.

## Histoire

### Création (2013–2016)
Le label est créé par Markus Staiger, l'actuel PDG de Nuclear Blast, et Shawn Keith, l'ancien vice-président de Sumerian Records. Le label est décrit comme un label dérivé de Nuclear Blast qui se concentre principalement sur le rock et la musique alternative, à l'instar d'Arising Empire. Arising Empire se concentre sur les groupes de metalcore et de punk rock.
Lors d'une interview, Keith parle du label : « Le développement de ce label a été très excitant pour moi. L'opportunité de s'associer et de cultiver des groupes et artistes nouveaux et établis qui cherchent à élargir leur est passionnante. SharpTone continuera à se diversifier et à évoluer en tant que marque à laquelle les fans de musique peuvent s'identifier. Nous ne sommes pas simplement un label parmi tant d'autres. Nous sommes une entreprise de musique nouvelle, qui permet aux artistes d'être aussi créatifs et passionnés qu'ils le souhaitent ».
Le label est évoqué pour la première fois le 23 juin 2016 lorsque les différents groupes ont partagé une mystérieuse image annonce indiquant « A New Era of Music Begins... » sur leurs médias sociaux. Ces groupes comprenaient Attila, Don Broco, Loathe, Miss May I et We Came as Romans. Le lendemain, les groupes mentionnés précédemment, ainsi que le groupe de rock Word War 
Me, ont tous été confirmés comme membres du nouveau label musical indépendant SharpTone Records. La première sortie du label est une réédition du premier EP Prepare Consume Proceed du groupe britannique de metal Loathe moins d'un mois plus tard, mais le premier album studio du label est le sixième album d'Attila intitulé Chaos, sorti le 4 novembre de la même année,. D'autres sorties ultérieures pour l'année comprennent l'édition américaine de Automatic de Don Broco, et une sortie du nouveau projet parallèle de Craig Owens, badXchannels, qui est également signé plus tard en 2016, avec l'EP WHYDFML. D'autres groupes sont également labellisés fin 2016, notamment Emmure et Widowmaker,,.

### Publications et signatures (depuis 2017)
Le label passe de neuf groupes en 2016 à dix-sept groupes à la fin de l'année 2017. Ils sortent 12 albums studio de groupes tels que Look at Yourself d'Emmure, The Cold Sun de Loathe, You Are We de While She Sleeps et Shadows Inside de Miss May I, pour n'en citer que quelques-uns. En 2018, en plus de signer quatre nouveaux groupes dont Bleeding Through, le premier groupe à quitter le label, Attila, déclare qu'il voulait une liberté créative absolue. C'est la raison pour laquelle ils se sont lancés en indépendant sans l'aide d'aucun label,. En 2018, le label publie Technology de Don Broco, Persevere de Sink the Ship, et Love Will Kill All de Bleeding Through, entre autres,.

## Musique
Le label se concentre principalement sur différents sous-genres du rock, plus particulièrement le post-hardcore et le metalcore progressif. Les premières signatures comprennent Attila, Emmure, Currents (en) et Loathe.

## Groupes et artistes

### Actuels
| Nom                     | Durée | Genre(s)                           |
| ----------------------- | ----- | ---------------------------------- |
| Vukovi                  | 2023  | Pop punk                           |
| 156/Silence             | 2020  | Metalcore                          |
| Alpha Wolf              | 2017  | Metalcore                          |
| Alt.                    | 2022  | Post-hardcore, rock alternatif     |
| August Burns Red        | 2022  | Metalcore                          |
| Better Lovers (en)      | 2023  | Metalcore, punk hardcore, mathcore |
| Bleeding Through        | 2018  | Metalcore                          |
| Boston Manor            | 2021  | Punk rock                          |
| Broadside (en)          | 2020  | Pop punk, emo                      |
| Caskets                 | 2020  | Post-hardcore                      |
| Currents (en)           | 2017  | Metalcore                          |
| Crystal Lake            | 2018  | Metalcore                          |
| Dead Lakes              | 2020  | Post-hardcore, rock alternatif     |
| Don Broco               | 2016  | Rock                               |
| Dying Wish              | 2020  | Metalcore                          |
| Emmure                  | 2016  | Metalcore                          |
| Foreign Hands           | 2022  | Metalcore                          |
| The Gloom in the Corner | 2022  | Metalcore                          |
| Heart of Gold           | 2019  | Dream pop                          |
| Holding Absence         | 2017  | Post-hardcore, rock alternatif     |
| Jamie's Elsewhere       | 2023  | Metalcore                          |
| Kingdom of Giants       | 2019  | Metalcore                          |
| Kingsmen                | 2018  | Metalcore                          |
| Letters Sent Home       | 2023  | Pop rock                           |
| Loathe                  | 2016  | Metalcore                          |
| Make them Suffer        | 2023  | Metalcore                          |
| Miss May I              | 2016  | Metalcore                          |
| Of Mice and Men         | 2021  | Metalcore                          |
| Paledusk                | 2023  | Metalcore                          |
| Polaris                 | 2017  | Metalcore                          |
| Pridelands (en)         | 2021  | Metal alternatif                   |
| Profiler                | 2021  | Metalcore                          |
| Savage Hands            | 2018  | Post-hardcore                      |
| Senna                   | 2022  | Post-hardcore                      |
| Sentinels               | 2021  | Metalcore                          |
| Stepson (en)            | 2020  | Hardcore mélodique                 |
| We Came as Romans       | 2016  | Metalcore, post-hardcore           |
| Story of the Year       | 2022  | Post-hardcore, emo                 |

### Anciens
| Nom                   | Durée     | Genre(s)                     |
| --------------------- | --------- | ---------------------------- |
| Across the Atlantic   | 2017–2018 | Post-hardcore                |
| Alazka                | 2017      | Post-hardcore                |
| Annisokay             | 2017      | Post-hardcore                |
| Any Given Day         | 2019      | Metalcore                    |
| Attila                | 2016–2018 | Metalcore                    |
| badXchannels          | 2016      | RnB, pop punk, post-hardcore |
| Being as an Ocean     | 2017      | Post-hardcore                |
| Commonwealth          | 2016      | Rock                         |
| ExitWounds            | 2018–2019 | Metalcore                    |
| Imminence             | 2017      | Post-hardcore                |
| In Search of Solace   | 2019–2021 | Metalcore                    |
| Make Out Monday (en)  | 2018      | Rock                         |
| Novelists             | 2017–2020 | Metalcore                    |
| Of Virtue (en)        | 2019      | Metalcore                    |
| Rise of the Northstar | 2018      | Punk hardcore                |
| Sink the Ship         | 2018      | Post-hardcore                |
| Stuck Out (en)        | 2020–2022 | Pop punk                     |
| While She Sleeps      | 2017–2018 | Metalcore                    |
| Widowmaker            | 2016      | Deathcore                    |
| Send Request          | 2018      | Pop punk, Post-hardcore      |
| Settle Your Scores    | 2018      | Pop punk                     |
| Telltale              | 2019      | Rock alternatif, pop punk    |
| The Wise Man's Fear   | 2020–2021 | Metalcore, post-hardcore     |
| World War Me          | 2016–2019 | Rock                         |